# عفرين
عفرين، مدينة في محافظة حلب، سوريا ومركز منطقة عفرين.

## الموقع الجغرافي
تقع مدينة عفرين ضمن منطقة جبلية في أقصى الزاوية الشمالية الغربية من سوريا تشكل الحدود السورية التركية، يحدها من الغرب سهل العمق في لواء اسكندرون والنهر الأسود في عفرين الذي يرسم في تلك المنطقة خط الحدود، من الشمال خط سكة القطار المار من ميدان إكبس حتى كلس، من الشرق سهل اعزاز ومن الجنوب منطقة جبل سمعان.
منطقة عفرين منطقة جبلية معدل الارتفاع 700 - 1269 م، أعلى قمة فيها تسمى الجبل الكبير، الذي يعد جزءاً من سلسة جبال طوروس في سوريا، يبلغ عرضها من الشرق إلى الغرب 55 كم وطولها من الشمال إلى الجنوب 75 كم، وهكذا تساوي مساحتها حوالي 3,850 كم² أي ما يعادل 2% من مساحة سوريا تقريبا.

## الجغرافيا والسكان
إن منطقة عفرين متنوعة في جغرافيتها بين السهول والجبال ويمر بها نهر عفرين الذي يمتد في سوريا مما يقارب 85 كم ويعتبر هذا النهر وروافده من أهم المصادر المائية لهذه المنطقة الزراعية.
إدارياً تتبع منطقة عفرين محافظة حلب، ومركزها مدينة عفرين التي تبعد عن حلب 63 كم، عدد السكان حوالي 50 ألف نسمة، تتألف بالإضافة إلى مدينة عفرين من سبع نواح هي: (شران، شيخ الحديد، جنديرس، راجو، بلبل، المركز ومعبطلي) و366 قرية، يبلغ مجموع عدد سكان منطقة عفرين 523,258 نسمة لتاريخ 31/12/2010 وغالبيتهم من الأكراد.

## المناخ والاقتصاد
لقرب منطقة عفرين من البحر يعتبر مناخها متوسطياً، حيث أنه معتدل صيفاً وبارد شتاءً والأمطار غزيرة نسبياً وتتساقط فيها الثلوج؛ لهذا تعتبر منطقة خصبة ونموذجية للزراعات المتوسطية، فالمناخ المتوسطي ووجود الوديان والسهول والجبال وخصوبة التربة ووفرة المياه في منطقة عفرين جعلها مناسبة لكل الزراعات المتوسطية، حيث تزرع الحبوب: قمح، عدس، شعير... والخضار بأنواعها والقطن والشوندر السكري والحمضيات والتفاحيات والعنب والفواكه الأخرى، أما الزراعة الرئيسية التي تشتهر بها منطقة عفرين وتعتبر رمزاً لها فهي الزيتون الذي يزرع في كل أنحاء وقرى المنطقة دون استثناء، ويفوق عدد أشجارها الثلاثة عشر مليون شجرة.
| البيانات المناخية لـعفرين         | البيانات المناخية لـعفرين | البيانات المناخية لـعفرين | البيانات المناخية لـعفرين | البيانات المناخية لـعفرين | البيانات المناخية لـعفرين | البيانات المناخية لـعفرين | البيانات المناخية لـعفرين | البيانات المناخية لـعفرين | البيانات المناخية لـعفرين | البيانات المناخية لـعفرين | البيانات المناخية لـعفرين | البيانات المناخية لـعفرين | البيانات المناخية لـعفرين |
| الشهر                             | يناير                     | فبراير                    | مارس                      | أبريل                     | مايو                      | يونيو                     | يوليو                     | أغسطس                     | سبتمبر                    | أكتوبر                    | نوفمبر                    | ديسمبر                    | المعدل السنوي             |
| --------------------------------- | ------------------------- | ------------------------- | ------------------------- | ------------------------- | ------------------------- | ------------------------- | ------------------------- | ------------------------- | ------------------------- | ------------------------- | ------------------------- | ------------------------- | ------------------------- |
| الدرجة القصوى °م (°ف)             | 18 (64)                   | 22 (72)                   | 26 (79)                   | 35 (95)                   | 41 (106)                  | 41 (106)                  | 43 (109)                  | 46 (115)                  | 42 (108)                  | 38 (100)                  | 28 (82)                   | 21 (70)                   | 46 (115)                  |
| متوسط درجة الحرارة الكبرى °م (°ف) | 9 (48)                    | 12 (54)                   | 16 (61)                   | 22 (72)                   | 26 (79)                   | 29 (84)                   | 34 (93)                   | 34 (93)                   | 28 (82)                   | 25 (77)                   | 17 (63)                   | 11 (52)                   | 22 (72)                   |
| متوسط درجة الحرارة الصغرى °م (°ف) | 2 (36)                    | 4 (39)                    | 7 (45)                    | 11 (52)                   | 15 (59)                   | 19 (66)                   | 22 (72)                   | 22 (72)                   | 18 (64)                   | 15 (59)                   | 8 (46)                    | 4 (39)                    | 12 (54)                   |
| أدنى درجة حرارة °م (°ف)           | −11 (12)                  | −7 (19)                   | −7 (19)                   | 9 (48)                    | 6 (43)                    | 10 (50)                   | 14 (57)                   | 11 (52)                   | 6 (43)                    | 2 (36)                    | −3 (27)                   | −6 (21)                   | −11 (12)                  |
| الهطول مم (إنش)                   | 110 (4.3)                 | 85 (3.3)                  | 60 (2.4)                  | 40 (1.6)                  | 30 (1.2)                  | 10 (0.4)                  | 0 (0)                     | 0 (0)                     | 15 (0.6)                  | 50 (2.0)                  | 70 (2.8)                  | 95 (3.7)                  | 565 (22.3)                |
| المصدر: BBC Weather               |                           |                           |                           |                           |                           |                           |                           |                           |                           |                           |                           |                           |                           |

## عفرين خلال الحرب الأهلية السورية
بحلول عام 2012 انسحب الجيش العربي السوري من منطقة عفرين ليسلم المنطقة بشكل غير رسمي وحدات حماية الشعب الكردية. أصبحت منطقة عفرين لاحقًا جزءًا من الإدارة الذاتية لشمال وشرق سوريا حتّى سقطت المدينة في يد القوات التركية خلال عملية غصن الزيتون يوم 18 آذار 2018.

### الغابات
تتميز المنطقة بوجود غطاء حراجي طبيعي وغابات صناعية غرست من قبل الدولة (بشكل كثيف وكبير نسبياً)، إذ يعد الأكبر في محافظة حلب، والأشجار الحراجية في معظمها صنوبرية إلى جانب السرو، وهذا الغطاء الحراجي والغابات يستفاد منه في استخراج الأخشاب وإنتاج البذور من أشجار الصنوبر المثمرة، كما يمكن الاستفادة من هذه الأحراش في تنشيط السياحة.
أما تربية الحيوان ولا سيما الماشية، فقد تراجعت كثيراً ولا تلعب دوراً يذكر في حياة المنطقة الاقتصادية، وذلك لفقدان المراعي واستقرار السكان في قراهم منذ زمن طويل، فلا وجود لقطعان الماشية، ولكن توجد بعض الأسر التي تربي عدداً محدوداً من الماعز أو الغنم التي إنتاجها بالكاد يفي حاجة الأسرة ذاتها.

### الصناعة والتجارة
أهم الصناعات صناعة السجاد اليدوي التقليدية، والصناعات الشهيرة والمرتبطة بالزيتون مثل استخراج زيت الزيتون وصناعة الصابون والبيرين وهذه تعتمد على زراعة الزيتون وتتأثر به، وتعد عفرين مركز هام في هذا المجال في سوريا. وتنتشر في المنطقة المنشأت والمعامل والمصالح والمحلات التجارية الهامة في عفرين والمناطق التابعة لها، إضافة للصناعات المختلفة كالمصنوعات التراثية والصناعات الحديثة.

## اجتماعياً
في القرن التاسع عشر توطدت السلطة المركزية في الدولة العثمانية في سوريا وترسخت على حساب الحكم الذاتي المحلي، مما أدى إلى زوال الزعامات التقليدية المحلية وظهور طبقة ارستقراطية جديدة تشكلت من ملاّكي الأرض الكبار (الاقطاعيين)، وبالتالي فقدت الزعامات القديمة سلطتها ونفوذها مفسحة المجال للزعامات الجديدة، وهكذا اختفت العشائر والعلاقات العشائرية وتحولت البنية العشائرية لبنية اقطاعية كما باقي المناطق، فبعد أن كان الزعيم يستمد سلطته ونفوذه سابقاً من العلاقات الاجتماعية ( العشيرة، الأسرة)، أصبح يستمدها من قوته الاقتصادية، ومن اتساع رقعة الأرض التي يملكها. وبعد أن كان الولاء للعشيرة وشيخها، أصبح للأرض ومالكها الإقطاعي، فلم يعد الفلاح مرتبطاً بعشيرة أو زعيم معين، وإنما بالأرض التي يعمل فيها وبالإقطاعي (الآغـا المالك)، وتطورت العلاقة والبنية الاجتماعية، وتحولت من العشائرية إلى الإقطاعية. واستمر الوضع على هذا النحو حتى بداية ستينات القرن العشرين، حيث بدأ بعدها الزعماء الاقطاعيون يفقدون سلطتهم ونفوذهم تدريجياً بعد تفكك وتفتت الإقطاعات وانتهى عصر الإقطاع في عفرين وكافة مناطق سوريا.

## السياحة في عفرين
تتمتع عفرين بموقع رائع وطبيعة خلابة من الغابات الطبيعية التي تغطي بقعه كبيرة من المنطقة إضافة للغابات والاحراج الجديدة التي شجرتها الدولة في نطاق توسيع وزيادة مساحة الغابات السورية، ولجمال المنطقة وهوائها العليل وانتشار الينابيع الطبيعية والجبال والمناطق الخضراء وانتشار المواقع الأثرية الهامة دور في جذب السياح إلى عفرين، وتشهد المنطقة بوجه عام حركة سياحية داخلية متوقع أن تزداد وتنشط لجذب المزيد من السياح والمصطافين إلى هذه المنطقة. يمكن القول بأن ضعف السياحة تقود لضعف أو افتقاد تسليط الضوء عليها بتات. بالرغم من أن عفرين تملك جميع الامكانيات اللازمة للسياحة اعتبارا من الطقس المعتدل والجميل وصفاء سمائها و جوها العليل إلى توفر الغابات الجميلة والخلابة وينابيع المياه العذبة ونهر عفرين كما أنها تحتوي على العديد من الأماكن الأثرية مثل مغارة دودارية وقلعة النبي هوري وغيرها الكثير. لكنها تفتقد إلى الخدمات اللازمة للسياحة من المطاعم والفنادق و غيرها كما أنها لا تجد النور بسبب ضعف الدعاية لها.